# FIA WTCC spanyol nagydíj
A FIA WTCC spanyol nagydíjat a Circuit Ricardo Tormo-on rendezik meg Valenciában, Spanyolországban. A verseny minden évben résztvevője a sorozatnak a világbajnokság 2005-ös visszatérése óta.

## Futamgyőztesek
| Év   | Versenyző                      | Gyártó     | Helyszín | Összefoglaló |
| ---- | ------------------------------ | ---------- | -------- | ------------ |
| 2012 | 1. verseny : Yvan Muller       | Chevrolet  | Valencia | Összefoglaló |
| 2012 | 2. verseny : Alain Menu        | Chevrolet  | Valencia | Összefoglaló |
| 2011 | 1. verseny : Yvan Muller       | Chevrolet  | Valencia | Összefoglaló |
| 2011 | 2. verseny : Yvan Muller       | Chevrolet  | Valencia | Összefoglaló |
| 2010 | 1. verseny : Gabriele Tarquini | SEAT       | Valencia | Összefoglaló |
| 2010 | 2. verseny : Tiago Monteiro    | SEAT       | Valencia | Összefoglaló |
| 2009 | 1. verseny : Yvan Muller       | SEAT       | Valencia | Összefoglaló |
| 2009 | 2. verseny : Augusto Farfus    | BMW        | Valencia | Összefoglaló |
| 2008 | 1. verseny : Robert Huff       | Chevrolet  | Valencia | Összefoglaló |
| 2008 | 2. verseny : Alain Menu        | Chevrolet  | Valencia | Összefoglaló |
| 2007 | 1. verseny : James Thompson    | Alfa Romeo | Valencia | Összefoglaló |
| 2007 | 2. verseny : James Thompson    | Alfa Romeo | Valencia | Összefoglaló |
| 2006 | 1. verseny : Augusto Farfus    | Alfa Romeo | Valencia | Összefoglaló |
| 2006 | 2. verseny : Jörg Müller       | BMW        | Valencia | Összefoglaló |
| 2005 | 1. verseny : Jordi Gené        | SEAT       | Valencia | Összefoglaló |
| 2005 | 2. verseny : Jörg Müller       | BMW        | Valencia | Összefoglaló |